# Cionești
Cionești falu Romániában, Fehér megyében.

## Fekvése
Fehér megye északi részén, az Öreghavas lábánál, Fehérvölgy-től 5 kilométerre fekvő település.

## Története
Cioneşti korábban Fehérvölgy része volt, 1956 körül vált külön, ekkor 229 lakosa volt. Később különvált tőle Bărăşti, Budăieşti, Dealu Lămăşoi és Ruseşti is.
1966-ban 208, 1977-ben 183, 1992-ben 119, 2002-ben 108 román lakosa volt.